# Basilio Puoti
Basilio Puoti (Napoli, 27 luglio 1782 – Napoli, 19 luglio 1847) è stato un grammatico, lessicografo e critico letterario italiano.

## Biografia
Già ispettore generale della pubblica istruzione nel Regno delle Due Sicilie, rinunciò ad ogni incarico per insegnare nella Scuola di lingua italiana da lui stesso fondata nel 1825 a Napoli nel suo palazzo nobiliare, che ebbe come allievi illustri, tra gli altri, Luigi Settembrini e Francesco De Sanctis.
Avverso ai "barbari" romantici, tranne che a Manzoni, dei quali condivideva però gli ideali patriottici, Puoti si atteneva ai canoni del purismo; più aperto riguardo al lessico, egli propugnava in fatto di stile la rigida imitazione dei modelli trecenteschi e cinquecenteschi.
Fu traduttore dal greco e dal latino e membro dell'Accademia della Crusca.
Tra le sue opere, che ne documentano adesione alla tesi del purismo e ideale classicistico, si ricordano Regole elementari della lingua italiana del 1833 (online l'ed. lucchese del 1850), Dello studio delle scienze e delle lettere del 1833,  Della maniera di studiare la lingua e l'eloquenza italiana del 1837 (online l'ed. fiorentina del 1838), il Vocabolario domestico napoletano-toscano del 1841 (online), L'arte di scrivere in prosa per esempii e per teoriche del 1843 (online l'ed. fiorentina del 1857), nonché il Dizionario dei francesismi 1845.